# Gran Premio del Bahrein 2005
Il Gran Premio del Bahrein 2005, terza prova della stagione 2005 del Campionato Mondiale di Formula 1, si è tenuto domenica 3 aprile 2005  sul circuito di Sakhir in Bahrein. È riconosciuta come la gara più calda della storia della F1, con temperature massime registrate intorno ai 44 °C. La gara è stata vinta da Fernando Alonso su Renault, seguito da Jarno Trulli su Toyota e Kimi Räikkönen su McLaren-Mercedes.

## Vigilia

### Aspetti sportivi
Juan Pablo Montoya, pilota della McLaren, essendosi infortunato a una spalla giocando a tennis, viene sostituito da Pedro de la Rosa, già presente nei primi due fine settimana della stagione in veste di terzo pilota, ruolo che nell'occasione viene affidato ad Alexander Wurz.
Oltre ai piloti titolari e al già citato Wurz, prendono parte alle sessioni di prove libere del venerdì anche Vitantonio Liuzzi con la Red Bull, Ricardo Zonta con la Toyota e Robert Doornbos con la Jordan.
Nel giorno della gara, la Ferrari va a listare a lutto i musetti delle proprie monoposto (come aveva già fatto in occasione del Gran Premio d'Italia 2001 a seguito degli attentati alle Torri Gemelle) in segno di rispetto per la morte di papa Giovanni Paolo II avvenuta poche ore prima; per quanto concerne la trasmissione televisiva in Italia, per lo stesso motivo la RAI decide di non mandare la diretta del Gran Premio relegandolo a una differita.

### Aspetti tecnici
Il tracciato subisce una piccola modifica che non va a incidere sulla lunghezza totale: viene infatti allargata l'uscita della curva 4, rendendola un po' più veloce.

## Prove

### Risultati
Nella prima sessione del venerdì si è avuta questa situazione:
| Pos | Nº | Pilota             | Costruttore  | Tempo    | Gap    |
| --- | -- | ------------------ | ------------ | -------- | ------ |
| 1   | 38 | Ricardo Zonta      | Toyota       | 1:31.449 |        |
| 2   | 1  | Michael Schumacher | Ferrari      | 1:32.120 | +0.671 |
| 3   | 37 | Vitantonio Liuzzi  | RBR-Cosworth | 1:32.509 | +1.060 |

Nella seconda sessione del venerdì si è avuta questa situazione:
| Pos | Nº | Pilota            | Costruttore      | Tempo    | Gap    |
| --- | -- | ----------------- | ---------------- | -------- | ------ |
| 1   | 35 | Alexander Wurz    | McLaren-Mercedes | 1:30.695 |        |
| 2   | 5  | Fernando Alonso   | Renault          | 1:31.969 | +1.274 |
| 3   | 37 | Vitantonio Liuzzi | RBR-Cosworth     | 1:32.319 | +1.624 |

Nella prima sessione del sabato si è avuta questa situazione:
| Pos | Nº | Pilota             | Costruttore      | Tempo    | Gap    |
| --- | -- | ------------------ | ---------------- | -------- | ------ |
| 1   | 1  | Michael Schumacher | Ferrari          | 1:30.552 |        |
| 2   | 5  | Fernando Alonso    | Renault          | 1:31.811 | +1.259 |
| 3   | 10 | Pedro de la Rosa   | McLaren-Mercedes | 1:32.766 | +2.214 |

Nella seconda sessione del sabato si è avuta questa situazione:
| Pos | Nº | Pilota               | Costruttore  | Tempo    | Gap    |
| --- | -- | -------------------- | ------------ | -------- | ------ |
| 1   | 7  | Mark Webber          | Williams-BMW | 1:29.527 |        |
| 2   | 17 | Ralf Schumacher      | Toyota       | 1:29.711 | +0.184 |
| 3   | 6  | Giancarlo Fisichella | Renault      | 1:29.738 | +0.211 |

## Qualifiche

### Risultati
Nelle sessioni di qualifica si è avuta questa situazione: Fernando Alonso ottiene la pole position davanti alla rivitalizzata Ferrari di Michael Schumacher. In terza posizione si qualifica Jarno Trulli, alla guida di una sorprendente Toyota, seguito dalle due Williams di Nick Heidfeld e Mark Webber, dall'altra Toyota di Ralf Schumacher e dalla Red Bull di Christian Klien. All'ottavo e nono posto si piazzano le McLaren del sorprendente Pedro de la Rosa (che disputa la prima gara dal Gran Premio del Giappone 2002) e del suo compagno di squadra Kimi Räikkönen. In difficoltà Giancarlo Fisichella e Rubens Barrichello, rispettivamente decimo e quindicesimo.
| Pos | N° | Pilota               | Costruttore      | Q1       | Q2       | Totale   | Distacco | Griglia |
| --- | -- | -------------------- | ---------------- | -------- | -------- | -------- | -------- | ------- |
| 1   | 5  | Fernando Alonso      | Renault          | 1:29.848 | 1:32.054 | 3:01.902 |          | 1       |
| 2   | 1  | Michael Schumacher   | Ferrari          | 1:30.237 | 1:32.120 | 3:02.357 | +0.455   | 2       |
| 3   | 16 | Jarno Trulli         | Toyota           | 1:29.993 | 1:32.667 | 3:02.660 | +0.758   | 3       |
| 4   | 8  | Nick Heidfeld        | Williams-BMW     | 1:30.390 | 1:32.827 | 3:03.217 | +1.315   | 4       |
| 5   | 7  | Mark Webber          | Williams-BMW     | 1:30.592 | 1:32.670 | 3:03.262 | +1.360   | 5       |
| 6   | 17 | Ralf Schumacher      | Toyota           | 1:30.952 | 1:32.319 | 3:03.271 | +1.369   | 6       |
| 7   | 15 | Christian Klien      | RBR-Cosworth     | 1:30.646 | 1:32.723 | 3:03.369 | +1.467   | 7       |
| 8   | 10 | Pedro de la Rosa     | McLaren-Mercedes | 1:30.725 | 1:32.648 | 3:03.373 | +1.471   | 8       |
| 9   | 9  | Kimi Räikkönen       | McLaren-Mercedes | 1:30.594 | 1:32.930 | 3:03.524 | +1.622   | 9       |
| 10  | 6  | Giancarlo Fisichella | Renault          | 1:30.445 | 1:33.320 | 3:03.765 | +1.863   | 10      |
| 11  | 3  | Jenson Button        | BAR-Honda        | 1:30.957 | 1:33.391 | 3:04.348 | +2.446   | 11      |
| 12  | 12 | Felipe Massa         | Sauber-Petronas  | 1:30.933 | 1:34.269 | 3:05.202 | +3.300   | 12      |
| 13  | 4  | Takuma Satō          | BAR-Honda        | 1:31.113 | 1:34.450 | 3:05.563 | +3.661   | 13      |
| 14  | 14 | David Coulthard      | RBR-Cosworth     | 1:31.211 | 1:34.633 | 3:05.844 | +3.942   | 14      |
| 15  | 2  | Rubens Barrichello   | Ferrari          | 1:31.826 | 1:35.867 | 3:07.693 | +5.791   | 20      |
| 16  | 11 | Jacques Villeneuve   | Sauber-Petronas  | 1:32.318 | 1:35.665 | 3:07.983 | +6.081   | 15      |
| 17  | 18 | Tiago Monteiro       | Jordan-Toyota    | 1:33.424 | 1:36.004 | 3:09.428 | +7.526   | 16      |
| 18  | 19 | Narain Karthikeyan   | Jordan-Toyota    | 1:33.190 | 1:36.953 | 3:10.143 | +8.241   | 17      |
| 19  | 21 | Christijan Albers    | Minardi-Cosworth | 1:34.005 | 1:36.417 | 3:10.422 | +8.520   | 18      |
| 20  | 20 | Patrick Friesacher   | Minardi-Cosworth | 1:34.848 | 1:36.413 | 3:11.261 | +9.359   | 19      |

## Gara
Durante il giro di formazione la Red Bull di Christian Klien subisce un problema elettrico che non gli permette di prendere parte alla gara, lo stesso tipo di problema colpirà Karthikeyan nel corso del secondo giro.
Alla partenza della gara Alonso mantiene la leadership mentre Schumacher viene attaccato da Trulli per la seconda posizione, Barrichello invece si distingue per una rimonta iniziale, ritrovandosi in decima posizione dopo il 1° giro. Nel corso del 2° giro Fisichella rientra ai box per il ritiro a causa di problemi al motore, al rientro però il pilota romano sente una rinnovata potenza e rientra in pista anche se per poco tempo, al quarto giro è infatti costretto al ritiro. 
Durante il 12° giro Schumacher ha un problema idraulico che non gli permette di proseguire la gara permettendo a Trulli e a Webber di salire sul podio virtuale, al diciottesimo passaggio iniziano i vari pit-stop con Ralf Schumacher come primo a fermarsi rientrando poi in dodicesima posizione, nei giri successivi anche i primi tre si fermano e dopo questo primo giro di soste Alonso mantiene la prima posizione seguito da Trulli, Webber, Räikkönen, Ralf Schumacher e Barrichello.
Al 25° giro Heidfeld subisce la rottura del motore che lo costringe al ritiro, seguito due giri dopo da Sato per un problema ai freni, la giornata sfortunata della BAR continua anche per Button, il quale ha una lotta per il settimo posto con Pedro de La Rosa che ha la meglio al 33° giro,  mentre il britannico si ritirerà poi al 46° giro per un guasto alla frizione.
Nel 34° passaggio Webber va in testacoda permettendo a Trulli e a Räikkönen di passarlo, nei giri successivi Barrichello e de La Rosa lottano per il sesto posto che va poi ad appannaggio dello spagnolo; nel corso del 41° giro iniziano i pit-stop con Alonso ancora al comando seguito da Trulli, Räikkönen, Ralf Schumacher, Webber, de la Rosa, Barrichello e Massa entrato nei punti.
Nel finale Webber e de La Rosa combattono per il quinto posto con l'iberico che conquista il piazzamento a due giri dalla fine, Villeneuve è poi costretto al ritiro al 54° giro per un problema alla sospensione mentre occupava la nona posizione; Barrichello in enorme difficoltà viene invece passato da Massa e da Coulthard, terminando fuori dai punti.
Alonso vince per la terza volta in carriera regalando la 100ª vittoria per i motori Renault nel mondiale F1, ottima giornata per le due Toyota di Trulli e Schumacher rispettivamente seconda e quarta mentre Räikkönen coglie il suo primo podio nella stagione 2005. Ottimo de La Rosa ,che non correva da 3 anni, giunto quinto al traguardo e autore del giro veloce; Webber sesto, è seguito da Massa che coglie i primi punti stagionali nel 200° Gran Premio della storia della Sauber, e da Coulthard nell'ultimo posizionamento valido per i punti. Giornata negativa per la BAR, al secondo doppio ritiro consecutivo, e per le Ferrari con il team italiano per la prima volta fuori dai punti dal Gran Premio del Brasile 2003, Schumacher si ritira per la prima volta dal Gran Premio di Germania 2001, dopo 58 gare consecutive concluse.
Nel mondiale piloti Alonso riconferma la propria leadership mentre Trulli approfitta del ritiro di Fisichella per portarsi nel secondo posto della classifica; nel mondiale costruttori la Renault incrementa il proprio vantaggio sulla Toyota mentre l'ottimo weekend dei piloti di McLaren permette al team di salire al terzo posto.

### Risultati
I risultati del gran premio sono i seguenti:
| Pos | N° | Pilota               | Costruttore      | Giri | Tempo/Ritiro/Media         | Griglia | Punti |
| --- | -- | -------------------- | ---------------- | ---- | -------------------------- | ------- | ----- |
| 1   | 5  | Fernando Alonso      | Renault          | 57   | 1:29:18.531 - 207.082 km/h | 1       | 10    |
| 2   | 16 | Jarno Trulli         | Toyota           | 57   | +13.409                    | 3       | 8     |
| 3   | 9  | Kimi Räikkönen       | McLaren-Mercedes | 57   | +32.063                    | 9       | 6     |
| 4   | 17 | Ralf Schumacher      | Toyota           | 57   | +53.272                    | 6       | 5     |
| 5   | 10 | Pedro de la Rosa     | McLaren-Mercedes | 57   | +1:04.988                  | 8       | 4     |
| 6   | 7  | Mark Webber          | Williams-BMW     | 57   | +1:14.701                  | 5       | 3     |
| 7   | 12 | Felipe Massa         | Sauber-Petronas  | 56   | +1 giro                    | 12      | 2     |
| 8   | 14 | David Coulthard      | RBR-Cosworth     | 56   | +1 giro                    | 14      | 1     |
| 9   | 2  | Rubens Barrichello   | Ferrari          | 56   | +1 giro                    | 20      |       |
| 10  | 18 | Tiago Monteiro       | Jordan-Toyota    | 55   | +2 giri                    | 16      |       |
| 11  | 11 | Jacques Villeneuve   | Sauber-Petronas  | 54   | Sospensione                | 15      |       |
| 12  | 20 | Patrick Friesacher   | Minardi-Cosworth | 54   | +3 giri                    | 19      |       |
| 13  | 21 | Christijan Albers    | Minardi-Cosworth | 53   | +4 giri                    | 18      |       |
| Rit | 3  | Jenson Button        | BAR-Honda        | 46   | Frizione                   | 11      |       |
| Rit | 4  | Takuma Satō          | BAR-Honda        | 27   | Freni                      | 13      |       |
| Rit | 8  | Nick Heidfeld        | Williams-BMW     | 25   | Motore                     | 4       |       |
| Rit | 1  | Michael Schumacher   | Ferrari          | 12   | Problema idraulico         | 2       |       |
| Rit | 6  | Giancarlo Fisichella | Renault          | 4    | Motore                     | 10      |       |
| Rit | 19 | Narain Karthikeyan   | Jordan-Toyota    | 2    | Problema elettrico         | 17      |       |
| NP  | 15 | Christian Klien      | RBR-Cosworth     | 0    | Problema elettrico         | 7       |       |

## Classifiche Mondiali

### Piloti
| Pos | Pilota               | Punti |
| --- | -------------------- | ----- |
| 1   | Fernando Alonso      | 26    |
| 2   | Jarno Trulli         | 16    |
| 3   | Giancarlo Fisichella | 10    |
| 4   | Ralf Schumacher      | 9     |
| 5   | David Coulthard      | 9     |
| 6   | Rubens Barrichello   | 8     |
| 7   | Juan Pablo Montoya   | 8     |
| 8   | Kimi Räikkönen       | 7     |
| 9   | Mark Webber          | 7     |
| 10  | Nick Heidfeld        | 6     |
| 11  | Pedro de la Rosa     | 4     |
| 12  | Christian Klien      | 3     |
| 13  | Felipe Massa         | 2     |
| 14  | Michael Schumacher   | 2     |

### Costruttori
| Pos | Team             | Punti |
| --- | ---------------- | ----- |
| 1   | Renault          | 36    |
| 2   | Toyota           | 25    |
| 3   | McLaren-Mercedes | 19    |
| 4   | Williams-BMW     | 13    |
| 5   | RBR-Cosworth     | 12    |
| 6   | Ferrari          | 10    |
| 7   | Sauber-Petronas  | 2     |